# Geoff Barrow
Geoffrey Paul Barrow (născut pe 9 decembrie 1971) este un producător englez, compozitor, disc jockey și instrumentalist în trupa Portishead.
Portishead, formată în 1991, a fost numită după un orășel de lângă Bristol unde Barrow a copilărit. Despre ce l-a determinat să formeze Portishead, Barrow a declarat: "Am vrut să fac muzică interesantă, cântece bune care să își aibă locul în colecțiile de discuri ale oamenilor".